# Lei de Terras
Lei de Terras, como ficou conhecida a lei nº 601 de 18 de setembro de 1850, foi a primeira iniciativa no sentido de organizar a propriedade privada no Brasil. Até então, não havia nenhum documento legal específico que regulamentasse a posse de terras e com as modificações sociais e econômicas pelas quais passava o país, o governo se viu pressionado a organizar esta questão.

## No Brasil
No Brasil, a Lei de Terras (lei nº 601 de 18 de setembro de 1850) foi uma das primeiras leis brasileiras, após a independência do Brasil (1822), a dispor sobre normas do direito agrário brasileiro (ver Gabinete Monte Alegre).
Trata-se de uma legislação específica para a questão fundiária. Esta lei estabelecia a compra como a única forma de acesso à terra e abolia, em definitivo, o regime de sesmarias. Muito embora não tenha havido revogação formal, considera-se que a mesma foi derrogada quando da edição da Lei nº 4.504, de 30 de novembro de 1964 (o "Estatuto da Terra"), que trata do mesmo assunto.
A Lei de terras teve origem em um projeto de lei apresentado ao Conselho de Estado do Império em 1843, por Bernardo Pereira de Vasconcelos.
A lei de terras foi regulamentada, em 30 de janeiro de 1854, pelo decreto imperial nº 1318 (ver Gabinete Paraná).
A responsabilidade pelo registro das terras cabia a cada possuir/proprietário. Os livros dos registros ficaram sobre a guarda dos padres responsáveis pelas paróquias espalhadas pelo Brasil. Os livros destinados aos registros foram chamados de Registros Eclesiásticos de Terras, nome complementado com o topônimo de cada freguesia.

### Imposto de sisa e legitimação de títulos (1850‑1854)
O imposto de sisa dos bens de raiz — tributo criado pelo Alvará de 3 de junho de 1809 e aplicado a transmissões onerosas de imóveis — manteve‑se em vigor após a promulgação da Lei nº 601/1850.  
O Regulamento imperial da lei, aprovado pelo Decreto nº 1318, de 30 de janeiro de 1854, conferiu relevo inédito à sisa: segundo o seu artigo 26, os «escriptos particulares de compra e venda, ou doação, … se consideram legítimos, se o pagamento do respectivo imposto tiver sido verificado antes da publicação deste Regulamento».
Na prática, a quitação da sisa atuou como **selo de autenticidade** dos contratos particulares, dispensando seus portadores da medição e da legitimação administrativa exigidas para posses não tituladas. Estudos sobre a fronteira agrícola paulista e goiana mostram que, entre 1847 e 1859, era comum o comprador responsabilizar‑se pelo pagamento da sisa para garantir «o imposto da transmissão de propriedade da época», conferindo segurança às cadeias dominiais.
A relevância fiscal‑probatória da sisa perdurou até as reformas republicanas que instituíram o ITBI, mas numerosos litígios fundiários contemporâneos ainda aceitam recibos de sisa como prova de cadeia dominial no século XIX.

### A evolução histórica do direito agrário brasileiro
A situação do Brasil em relação aos países europeus, que baseavam sua economia no Mercantilismo, era bem diferente, pois não havia demanda por produtos, visto que não havia relações econômicas capitalistas nos povos indígenas.
Os portugueses chegaram ao Brasil com o objetivo básico de negociar seus produtos e explorar a matéria-prima, ampliando seu comércio com países europeus. Diante disso, os portugueses passaram mais ou menos trinta anos sem intensificarem suas relações com o Brasil (ver Brasil pré-colonial). Enquanto isso, os holandeses e franceses faziam pequenos negócios com os índios no Brasil, gerando expectativas negativas (perda da posse) por parte dos portugueses.

### Início da colonização
Após o período pré-colonial, a Coroa portuguesa resolve criar o sistema com quinze capitanias hereditárias, doando-as a nobres portugueses, que receberam o título de Capitão Donatário e uma carta de doação de terras, porém, tinham que obedecer ao Rei e deviam prosperar. Esse sistema dava muita autonomia aos capitães donatários que passaram a ter amplo poder de decisão e durou 17 anos. Então o Rei de Portugal resolve substituir o sistema de capitanias pelo sistema de governador-geral, que durou mais ou menos três séculos.
As terras eram doadas, desde o início da colonização do Brasil, até 1821, em sesmaria, após o requerente comprovar o uso da terra há pelo menos 3 anos. As primeiras sesmarias no Brasil foram dadas, em 1532 por Martim Afonso de Sousa.
Em Minas Gerais, foram dadas 5.100 sesmarias desde a criação de Minas Gerais, em 1720, até a extinção do sistema de sesmaria em 1821. Em geral as sesmarias tinham 3 léguas de frente por 6 léguas de fundo. Como a área das sesmarias eram muito grande, poucos proprietários conseguiam cultivar sua sesmaria em toda sua extensão.
Em 1808 a família real chegou ao Brasil e logo abriu os portos brasileiros às nações amigas, intensificando o comércio. Em 1815, ocorreu o Congresso de Viena, quando o Brasil passou a ser chamado de Reino Unido. Durante todo este período não se fez nenhuma lei que regulamentasse a posse e a propriedade da terra. Todas as terras eram propriedade pessoal do rei, o qual podia doá-las conforme seu interesse. Mas, ao mesmo tempo, acabava ocorrendo uma ou outra apropriação direta da terra. Alguns homens livres, mas sem possibilidades de manter uma grande propriedade, instalavam-se em terras menores, para produzir alimentos para o mercado interno. Era uma apropriação através da posse e não da doação real.

### A Constituição Brasileira e a terra
Na Constituição Brasileira de 1824, os privilégios e as injustiças em relação à posse de terra foram mantidos, embora houvesse algum avanço sócio-político nas discussões sobre a terra. O sistema de sesmarias, porém, fora suspenso em 17 de julho de 1822; ou seja, depois do Dia do Fico, mas antes da Independência. 
Em países de fronteira produtiva aberta pela expropriação violenta dos povos originários, como Brasil, Argentina, Estados Unidos e Austrália, a integração de novas áreas agrícolas a economia mundial dependia, além do crédito financeiro, de mão de obra abundante. No Brasil, o fim do tráfico de escravos em 1850 trouxe desafios econômicos, elevando o custo do trabalho escravo e exigindo ajustes como a regulamentação de capitais e propriedades fundiárias para viabilizar crédito e manter a produtividade.
Regulamentar os capitais liberados pelo tráfico era forma de garantir a fluidez do crédito necessário à manutenção da produtividade agrária. A regulamentação da propriedade fundiária, ao conferir-lhe valor, faria emergir também o crédito hipotecário. Além disso, o processo valorativo da terra desalojaria tanto o trabalhador livre nacional quanto o imigrante de suas eventuais posses — um mecanismo capaz de tornar disponível a mão de obra. 
As reformas de 1850 marcaram a institucionalização dos mercados de terra, trabalho e capitais, consolidando um modelo de modernização conservadora. A cafeicultura do Vale do Paraíba liderou esse processo, sustentando a economia imperial e estreitando laços entre governo e elite cafeeira. Mesmo com mudanças estruturais, a dependência do trabalho escravo e de instituições repressivas permaneceu central, garantindo a inserção do Império no mercado internacional e promovendo a mercantilização da sociedade.
Em 1842, o gabinete conservador enviou um projeto ao Parlamento, cujo relator era Bernardo Pereira de Vasconcellos, inspirado no Plano Wakefield da Austrália. Foi aprovado pela Câmara dos Deputados com certa polêmica devido às normas tributárias. Os não fluminenses acusavam o projeto de "socializar os custos e privatizar os benefícios dos cafeicultores do Vale do Paraíba", então proeminentes na política nacional. Ao longo do Quinquênio Liberal (1844 a 1848), o projeto de lei tramitou lentamente - se tanto. O gabinete saquarema de 1848, porém, resgatou-o. Foram suprimidas as disposições polêmicas, como o imposto territorial e a expropriação de terras, abrindo caminho para a aprovação no Senado em 18 de setembro de 1850.
A partir de 1850, portanto, só poderia haver ocupação de terras por meio de compra e venda ou de autorização da coroa. Todos os que já estavam nela, receberam o título de proprietário, porém, tinha que residir e produzir na terra.

A criação desta Lei transforma a situação na época porque garantiu os interesses dos grandes proprietários do Nordeste e do Sudeste que estavam iniciando a promissora produção do café. Definiu que: as terras ainda não ocupadas passavam a ser propriedade do Estado e só poderiam ser adquiridas através da compra nos leilões mediante pagamento à vista, e não mais através de posse, e quanto às terras já ocupadas, estas podiam ser regularizadas como propriedade privada.
Com essa legislação vigorou até bem pouco tempo, não havendo mudanças, nem nestas datas históricas, como a Proclamação da República (1889), nem na Constituição de 1891.
Em 1930, ocorreu a Revolução de 1930 e aqui a Lei de Terras sofre apenas um acréscimo: autoriza-se a desapropriação de terra com interesse público e a propriedade deveria ser indenizada. Em 1934, os ganhos sociais foram consideráveis, mas, com a instalação do Estado Novo, as conquistas não se consolidaram devido a postura conservadora de Getúlio Vargas. Só em 1946 houve uma nova constituição, considerada democrática, quando atribuiu-se uma nova função à terra: ela deveria cumprir sua função social.
Em 1964 os Militares tomaram o governo, e elaboraram e aprovaram o Estatuto da Terra, que ainda está em vigor. Vale ressaltar que toda iniciativa de reforma agrária, embora garantida no Estatuto da Terra, era inibida por força do Código Civil (1916), revogado em 2002, que era mais conservador e dificultava as desapropriações de terras para reforma agrária. Também da época dos militares é a lei 6.383, de 7 de dezembro de 1976, que dispõe sobre o processo discriminatório de terras devolutas da União e ainda está em vigor.
Essa política durou até a Constituição de 1988, que, enfim legitimou a desapropriação da terra para fins de reforma agrária e que foi regulamentada pela lei nº 8.629, de 25 de fevereiro de 1993.
A mais recente lei de terras do Brasil é a lei 11.952, de 25 de junho de 2009, que dispõe sobre a regularização fundiária das ocupações incidentes em terras situadas em áreas da União, no âmbito da Amazônia Legal.

### A Lei de Terras e a colonização deSão PauloeParaná
A Lei de Terras imperial, junto com outras leis estaduais a respeito de terras devolutas, especialmente a Lei de Terras paulistas nº 323 de 1895, foi fundamental para a colonização do interior do estado de São Paulo, na República Velha no início do século XX, quando 40% do território paulista foi rapidamente, entre 1890 e 1930, colonizado a partir de leilão público de grandes lotes de terra. Os arrematadores, após a aquisição, as revendiam em pequenos lotes, os chamados "sítios", para pequenos e médios agricultores pioneiros.
No norte do Paraná, a colonização e ocupação, também se fez rapidamente, entre 1930 e 1960, também dentro do princípio de ceder terras a colonizadores. No Paraná, a principal empresa colonizadora foi a Companhia de Terras do Norte do Paraná.

### Projetos atuais de Lei de Terras para aAmazônialegal
O projeto de Lei federal, nº 7.492 /2002, do Ministério do Meio Ambiente, propunha a 'concessão' sob as formas de leilões de grandes áreas de florestas para exploração madeireira por empresas nacionais, estrangeiras e consorciadas. De igual teor é o projeto, de nº 4.776/05, que estabelece as "Florestas nacionais", onde o comprador teria 60 anos para pagar o lote de terra adquirido.

## Em Moçambique
Em Moçambique, segundo a Constituição, a terra é propriedade do Estado e não pode ser alienada. A Lei de Terras é o diploma que define quais os tipos de autorização de uso e aproveitamento da terra que podem existir, de forma a promover o desenvolvimento econômico e, por outro lado, proteger os interesses das comunidades locais que vinham há gerações utilizando parcelas de terra sem uma base legal federal e estadual político-partidário, fundiario das terras.